# 维拉里纽-迪阿格罗尚
维拉里纽-迪阿格罗尚是葡萄牙布拉干萨区的一个堂区。总面积13.84平方公里，总人口269人，人口密度19.4人/平方公里。